# Iván Vallejo
Iván Vallejo, né le 19 décembre 1959, est un alpiniste équatorien. Il est le quatorzième alpiniste à avoir escaladé les 14 sommets de plus de huit mille mètres.

## Biographie
Iván Vallejo est né à Ambato en 1959. Il gravit d'abord les sommets Illiniza, Rumiñawi, Tungurahua et Carihuairazo. En 1978, il atteint le Chimborazo (6 310 m). En Bolivie il atteint les sommets Artesonraju, Alpamayo, Huascarán et Illampu. En 1999, il atteint l'Everest ; il est le premier Équatorien à atteindre le sommet,.

## Les 14 sommets de plus de8 000md'altitude
1. 1997 – Manaslu (8 163 m)
2. 1998 – Broad Peak (8 047 m)
3. 1999, 2001 – Everest (8 849 m)
4. 2000 – K2 (8 611 m)
5. 2002 – Cho Oyu (8 201 m)
6. 2003 – Lhotse (8 516 m)
7. 2003 – Gasherbrum II (8 035 m)
8. 2003 – Gasherbrum I (8 068 m)
9. 2004 – Makalu (8 463 m)
10. 2004 – Shishapangma (8 027 m)
11. 2005 – Nanga Parbat (8 125 m)
12. 2006 – Kangchenjunga (8 586 m)
13. 2007 – Annapurna (8 091 m)
14. 2008 – Dhaulagiri (8 167 m)[3]